# Johan Exner
Gustav Johan Adolf Exner (31. marts 1897 i Bukarest – 28. marts 1981) var en dansk provst og modstandsmand, far til Clara, Bent og Johannes Exner.
Han var manden bag de såkaldte Provst Exner-fredninger der var frivillige fredninger af større eller mindre arealer omkring kirkerne, for at sikre synlighed til og udsyn fra de gamle kirker. Han begyndte i 1937 at rejse rundt i landet for at sikre frivillige fredninger hos lodsejere, der boede tæt op til kirkerne, men især i 1950'erne blev der indgået mange aftaler, så der nu findes der ca. 1.100 af disse provst Exner-fredninger.

## Karriere
Han var søn af kunstmaler Aage Exner (1870-1951) og hustru Clara f. Brandt (død 1933), blev student fra Østre Borgerdydskole 1915 og cand.theol. 1923 og var sognepræst i Hald-Kærby 1923-64 samt provst for Nørhald, Gjerlev og Onsild Herreders provsti 1931-64.

## Modstandsmand
Johan Exner var logivært for modstandsbevægelsen, som sønnen Johannes Exner også blev medlem af. 18. februar 1945 blev både Johan og Johannes Exner arresteret af Gestapo. Johannes Exner blev tævet og mishandlet i to uger og dernæst indsat i Frøslevlejren, hvorfra han 25. april blev overført til Sverige.

## Exner-fredning
Exner er især kendt for sin indsats for fredning af landsbykirkernes omgivelser. Han blev i 1941 opmærksom på, at kirkernes omgivelser kunne blive skæmmet af vilkårlig bebyggelse som skure, værksteder etc. og fik ved lodsejernes velvilje sin egen kirkes omgivelser fredet. Denne metode blev fra 1945 støttet af staten, hvilket medførte, at henved 4.500 grunde omkring danske landsbykirker blev underlagt fredning (de såkaldte Exner-fredninger, egl. kirkeomgivelsesfredninger).

## Tillidshverv
Exner var Kommandør af Dannebrogordenen og havde en lang række tillidsposter. Han var formand for KFUM og KFUK's kredsforbund for Randers og Omegn 1930-47 og for Det Danske Missionsselskabs kredsforbund for Randers og Omegn 1933-43; medlem af repræsentantskabet for Dansk Kirke i Udlandet fra 1938, af bestyrelsen for Indre Missions kredsforbund for Gerlev og Omegn fra 1934, for Terrænsportsrådet i Danmark 1939-42, for Danmarks Provsteforening 1943-60 (formand 1946-60, æresmedlem 1967) og for Kirkeligt Forbund 1945-68; medlem af det af Statsministeriet nedsatte udvalg til fredning af vore kirkers og kirkegårdes omgivelser fra 1945, af bestyrelsen for Foreningen for Kirkegårdskultur 1954-67 (æresmedlem 1970); medlem af Randers Amts skoledirektion 1935-50, af hovedbestyrelsen for Danmarks Naturfredningsforening fra 1949 (æresmedlem 1963) og af Det kongelige Nordiske Oldskriftselskab fra 1949. Han blev i 1949 bemyndiget af Stats- og Kirkeministeriet til at arbejde for fredning af omgivelserne ved Danmarks kirker; var formand for Arkitekt-teolog kredsen 1959-65; den danske Folkekirkes officielle udsending til Grønland i 1960 med hensyn til de grønlandske kirkelige forhold.
Han blev gift 20. september 1923 med Gunild Holt (14. april 1899 i København – 1970), datter af sognepræst C.J. Holt og hustru Sophie f. Lind.
Han er begravet på Hald Kirkegård.

## Forfatterskab
- Vore Kirkers Istandsættelse og Vedligeholdelse, 1945.
- (red.) Kirkegaarden – et kirkeligt Anliggende, 1948.
- (s.m. Helge Finsen) Kirken i landskabet 1961.
- Den danske kirkegaard og dens problemer, 1961.
- Grønlandsrapporter 1960, 1961.
- (red. s.m. Tage Christiansen) Kirkebygning og Teologi, 1965.
- Medarbejder på 400 danske landsbykirker, 1968.
- Medarbejder på 300 danske bykirker, 1970.
- Fri os fra det onde, 1969.
- Kronikker og afhandlinger i dagblade og tidsskrifter